# Sent Avit de Tisac
Sent Avit de Tisac (en francès Port-Sainte-Foy-et-Ponchapt) és un municipi francès situat al departament de la Dordonya i a la regió de la Nova Aquitània.

## Demografia
| 1962                                       | 1968  | 1975  | 1982  | 1990  | 1999  | 2007  |
| ------------------------------------------ | ----- | ----- | ----- | ----- | ----- | ----- |
| 1.594                                      | 1.798 | 1.872 | 2.093 | 2.222 | 2.335 | 2.357 |
| Des de 1962: població sense dobles comptes |       |       |       |       |       |       |

## Administració
| Període   | Identitat    | Partit |
| --------- | ------------ | ------ |
| 2004-2008 | Max Geneste  |        |
| 2008-     | Jacques Reix |        |

## Agermanaments
- Plobsheim